# Frederick Terman
Frederick Terman, né le 7 juin 1900 à English en Indiana et mort le 19 décembre 1982 à Palo Alto en Californie, est un ingénieur américain. Il est, avec William Shockley, l'un des pères fondateurs de la Silicon Valley.

## Éducation
Son père Lewis Terman, qui popularisa les tests de quotient intellectuel aux États-Unis, était psychologue et professeur de psychologie à la Stanford Graduate School of Education. Frederick Terman obtint son diplôme de premier cycle en chimie et son master en électrotechnique à l'université Stanford. Il poursuivit son doctorat en électrotechnique au Massachusetts Institute of Technology en 1924. Son tuteur au MIT fut Vannevar Bush, qui proposa la création de la National Science Foundation.

## Carrière académique
Il retourna à Stanford en 1925 comme membre de la faculté d'ingénierie. De 1925 à 1941, il créa un programme d'études et de recherches en électronique centré sur les tubes, circuits et instruments à vacuum. Il écrivit aussi Radio ingénierie (1re édition en 1932 ; 2e en 1938, avec de nettes améliorations ; la 3e édition de 1947 contenait des informations relatives aux nouvelles technologies développées pendant la Seconde Guerre mondiale ; la 4e édition de 1955 était avec un titre différent : Électronique et radio ingénierie). Le livre fut l'un des plus importants dans ce domaine et reste aujourd'hui une référence. Les étudiants de Terman à Stanford furent entre autres Oswald Garrison Villard, jr., William Hewlett et David Packard. Il encouragea ses étudiants à créer leurs propres entreprises et investit personnellement dans plusieurs d'entre elles, parmi celles-ci Litton Industries et Hewlett-Packard.
Pendant la Seconde Guerre mondiale, Terman dirigea une équipe de plus de 850 personnes de la Radio Research Laboratory de l'Université Harvard. L'organisation créa les appareils de brouillage et déception radar alliés bloquant les radars ennemis, des récepteurs permettant de détecter les signaux radars, et bandes aluminium pour produire des faux reflets sur les récepteurs ennemis. Ces contremesures réduisirent significativement l'efficacité des dispositifs de lutte antiaérienne.

## Référence
- (en) Cet article est partiellement ou en totalité issu de l’article de Wikipédia en anglais intitulé « Frederick Terman » (voir la liste des auteurs).